# Anthophora pubescens
Anthophora pubescens är en biart som först beskrevs av Fabricius 1781.  Anthophora pubescens ingår i släktet pälsbin, och familjen långtungebin. Inga underarter finns listade i Catalogue of Life.